# پرتلن
شهر پرتلن  در بخش لستل در ایالت بزل‌کونتریدر کشور سوئیس واقع شده‌است که ۱۴٬۹۰۰ نفر جمعیت دارد.